# Wimbledon Championships 1988
Die 102. Wimbledon Championships fanden vom 20. Juni bis zum 4. Juli 1988 in London, Großbritannien statt. Ausrichter war der All England Lawn Tennis and Croquet Club.

## Herreneinzel

### Setzliste
| Nr. | Spieler       | Erreichte Runde |
| --- | ------------- | --------------- |
| 01. | Ivan Lendl    | Halbfinale      |
| 02. | Mats Wilander | Viertelfinale   |
| 03. | Stefan Edberg | Sieg            |
| 04. | Pat Cash      | Viertelfinale   |
| 05. | Jimmy Connors | Achtelfinale    |
| 06. | Boris Becker  | Finale          |
| 07. | Henri Leconte | Achtelfinale    |
| 08. | John McEnroe  | 2. Runde        |

| Nr. | Spieler                | Erreichte Runde |
| --- | ---------------------- | --------------- |
| 09. | Miloslav Mečíř         | Halbfinale      |
| 10. | Tim Mayotte            | Viertelfinale   |
| 11. | Anders Järryd          | 2. Runde        |
| 12. | Jonas Svensson         | 3. Runde        |
| 13. | Emilio Sánchez Vicario | 2. Runde        |
| 14. | Andrei Tschesnokow     | 1. Runde        |
| 15. | Amos Mansdorf          | 2. Runde        |
| 16. | Slobodan Živojinović   | Achtelfinale    |

## Dameneinzel

### Setzliste
| Nr. | Spielerin                 | Erreichte Runde |
| --- | ------------------------- | --------------- |
| 01. | Steffi Graf               | Sieg            |
| 02. | Martina Navratilova       | Finale          |
| 03. | Chris Evert               | Halbfinale      |
| 04. | Pam Shriver               | Halbfinale      |
| 05. | Gabriela Sabatini         | Achtelfinale    |
| 06. | Helena Suková             | Viertelfinale   |
| 07. | Manuela Maleeva-Fragnière | 1. Runde        |
| 08. | Natallja Swerawa          | Achtelfinale    |

| Nr. | Spielerin            | Erreichte Runde |
| --- | -------------------- | --------------- |
| 09. | Hana Mandlíková      | 3. Runde        |
| 10. | Lori McNeil          | 3. Runde        |
| 11. | Claudia Kohde-Kilsch | Rückzug         |
| 12. | Zina Garrison        | Viertelfinale   |
| 13. | Laryssa Sawtschenko  | Achtelfinale    |
| 14. | Katerina Maleewa     | Achtelfinale    |
| 15. | Sylvia Hanika        | 3. Runde        |
| 16. | Mary Joe Fernández   | Achtelfinale    |

## Herrendoppel

### Setzliste
| Nr. | Paarung                             | Erreichte Runde |
| --- | ----------------------------------- | --------------- |
| 01. | Ken Flach Robert Seguso             | Sieg            |
| 02. | John Fitzgerald Anders Järryd       | Finale          |
| 03. | Sergio Casal Emilio Sánchez Vicario | 2. Runde        |
| 04. |                                     | Rückzug         |
| 05. | Guy Forget Tomáš Šmíd               | Viertelfinale   |
| 06. | Rick Leach Jim Pugh                 | Achtelfinale    |
| 07. | Paul Annacone Christo van Rensburg  | 2. Runde        |
| 08. | Kelly Evernden Johan Kriek          | Viertelfinale   |

| Nr. | Paarung                            | Erreichte Runde |
| --- | ---------------------------------- | --------------- |
| 09. | Darren Cahill Slobodan Živojinović | 2. Runde        |
| 10. | Wally Masur Mark Woodforde         | Viertelfinale   |
| 11. | Marty Davis Brad Drewett           | 1. Runde        |
| 12. | Pieter Aldrich Danie Visser        | Viertelfinale   |
| 13. |                                    | Rückzug         |
| 14. | Andy Kohlberg Robert Van’t Hof     | 1. Runde        |
| 15. | Broderick Dyke Tom Nijssen         | Achtelfinale    |
| 16. | Jeremy Bates Peter Lundgren        | 2. Runde        |

## Damendoppel

### Setzliste
| Nr. | Paarung                            | Erreichte Runde |
| --- | ---------------------------------- | --------------- |
| 01. | Martina Navratilova Pam Shriver    | Achtelfinale    |
| 02. | Claudia Kohde-Kilsch Helena Suková | Rückzug         |
| 03. | Steffi Graf Gabriela Sabatini      | Sieg            |
| 04. | Lori McNeil Betsy Nagelsen         | Viertelfinale   |
| 05. | Jana Novotná Catherine Suire       | Achtelfinale    |
| 06. | Eva Pfaff Elizabeth Smylie         | Viertelfinale   |
| 07. | Elise Burgin Robin White           | 1. Runde        |
| 08. | Katrina Adams Zina Garrison        | Halbfinale      |

| Nr. | Paarung                                | Erreichte Runde |
| --- | -------------------------------------- | --------------- |
| 09. | Rosalyn Fairbank Gigi Fernández        | Viertelfinale   |
| 10. | Leila Mes’chi Swetlana Parchomenko     | 2. Runde        |
| 11. | Laryssa Sawtschenko Natallja Swerawa   | Finale          |
| 12. | Hana Mandlíková Barbara Potter         | 2. Runde        |
| 13. | Chris Evert Wendy Turnbull             | Halbfinale      |
| 14. | Jo Durie Sharon Walsh-Pete             | Achtelfinale    |
| 15. | Catarina Lindqvist Tine Scheuer-Larsen | Achtelfinale    |
| 16. | Isabelle Demongeot Nathalie Tauziat    | Achtelfinale    |

## Mixed

### Setzliste
| Nr. | Paarung                              | Erreichte Runde |
| --- | ------------------------------------ | --------------- |
| 01. | Martina Navratilova Emilio Sánchez   | Viertelfinale   |
| 02. | Elizabeth Smylie John Fitzgerald     | Halbfinale      |
| 03. | Jana Novotná Jim Pugh                | 2. Runde        |
| 04. | Betsy Nagelsen Paul Annacone         | Achtelfinale    |
| 05. | Hana Mandlíková Christo van Rensburg | 1. Runde        |
| 06. | Rosalyn Fairbank Danie Visser        | Achtelfinale    |
| 07. | Jo Durie Jeremy Bates                | 2. Runde        |
| 08. | Elise Burgin Jim Grabb               | 1. Runde        |

| Nr. | Paarung                               | Erreichte Runde |
| --- | ------------------------------------- | --------------- |
| 09. | Steffi Graf Pavel Složil              | 2. Runde        |
| 10. | Patty Fendick Rick Leach              | Halbfinale      |
| 11. | Nicole Provis Darren Cahill           | Viertelfinale   |
| 12. | Manon Bollegraf Tom Nijssen           | 1. Runde        |
| 13. | Tine Scheuer-Larsen Michael Mortensen | Achtelfinale    |
| 14. | Zina Garrison Sherwood Stewart        | Sieg            |
| 15. | Mary Lou Daniels Robert Van’t Hof     | 1. Runde        |
| 16. | Lori McNeil Marcel Freeman            | Viertelfinale   |